# Germaine Mason
Germaine Mason (* 20. Januar 1983 in Kingston; † 20. April 2017 auf Jamaika) war ein britischer Hochspringer jamaikanischer Herkunft.
Bei den Juniorenweltmeisterschaften 2000 und 2002 gewann er eine Silber- bzw. eine Bronzemedaille. Bei den Panamerikanischen Spielen 2003 in Santo Domingo konnte er die Goldmedaille erringen, und bei den Weltmeisterschaften in Paris/Saint-Denis einen 5. Platz für sich verbuchen. Im darauf folgenden Jahr gewann er Bronze bei den Hallenweltmeisterschaften in Budapest. Ein Kniescheibenbandriss verhinderte eine Teilnahme an den Olympischen Spielen in Athen.
Da er im darauf folgenden Jahr bei internationalen Meisterschaften pausierte, konnte er ab 2006 für Großbritannien starten, dessen Staatsangehörigkeit er neben der jamaikanischen besaß, da sein Vater David aus London stammt. Bei den Europameisterschaften in Göteborg und den Weltmeisterschaften 2007 in Osaka schied er allerdings in der Qualifikation aus.
Bei den Olympischen Spielen 2008 in Peking gewann er die Silbermedaille und egalisierte dabei mit 2,34 Metern seine Bestleistung aus dem Jahr 2003.
Mason war 1,94 m groß. Er startete für die Birchfield Harriers in Birmingham, wo er von Sue Humphrey trainiert wurde.
Germaine Mason starb im April 2017 im Alter von 34 Jahren auf dem Weg in die jamaikanische Hauptstadt Kingston bei einem Motorradunfall.